# Dolene
Dolene (bułg. Долене) – wieś w Bułgarii, w obwodzie Błagojewgrad, w gminie Petricz. Według danych szacunkowych Ujednoliconego Systemu Ewidencji Ludności oraz Usług Administracyjnych dla Ludności, 15 czerwca 2020 roku miejscowość liczyła 14 mieszkańców.

## Historia
W okresie XVI–XIX wieku we wsi odbywał się Jarmark Doleński – jeden z największych jarmarków w europejskich granicach Imperium Osmańskiego. Według statystyk Wasiła Kynczowa do 1900 roku we wsi mieszkało 600 bułgarskich chrześcijan.

## Osoby związane z miejscowością

### Urodzeni
- Iwan Wełkow (1854–1940) – bułgarski pop, członek WMOK